# اوپا نگوت
اوپا نگوت (انگلیسی: Opa Nguette؛ زادهٔ ۸ ژوئیهٔ ۱۹۹۴) بازیکن فوتبال اهل فرانسه است.
از باشگاه‌هایی که در آن بازی کرده‌است می‌توان به باشگاه فوتبال والنسین و باشگاه فوتبال متس اشاره کرد.
وی همچنین در تیم‌های ملی فوتبال زیر ۱۸ سال فرانسه، زیر ۱۹ سال فرانسه، زیر ۲۰ سال فرانسه، و سنگال بازی کرده‌است.